# Au rythme des tambours fleuris (comédie musicale)
Pour l’article homonyme, voir Au rythme des tambours fleuris.
Au rythme des tambours fleuris (Flower Drum Song) est une comédie musicale américaine créée à Broadway en 1958.

## Fiche technique
- Titre français : Au rythme des tambours fleuris
- Titre original : Flower Drum Song
- Lyrics : Oscar Hammerstein II
- Livret : Joseph Fields et Oscar Hammerstein II, d'après le roman The Flower Drum Song (en) de C. Y. Lee (en)
- Musique : Richard Rodgers
- Mise en scène : Gene Kelly
- Chorégraphie : Carol Haney
- Direction musicale : Salvatore Dell'Isola (en)
- Orchestrations : Robert Russell Bennett
- Décors : Oliver Smith
- Costumes : Irene Sharaff
- Lumières : Peggy Clark (en)
- Producteurs : Richard Rodgers, Oscar Hammerstein II et Joseph Fields (associé)
- Nombre de représentations : 600
- Date de la première : 1er décembre 1958
- Date de la dernière : 7 mai 1960
- Lieu (ensemble des représentations) : St. James Theatre, Broadway

## Distribution originale

### Rôles principaux
- Larry Blyden : Sammy Fong (1958-1959)
- Pat Suzuki (en) : Linda Low
- Miyoshi Umeki : Mei-Li (1958-1959)
- Juanita Hall : Mme Liang
- Arabella Hong (débuts à Broadway) : Helen Chao
- Ed Kenney (en) : Wang Ta
- Keye Luke : Wang Chi Yand

### Reste de la distribution (sélection)
- Peter Chan : Professeur Cheng
- Anita Ellis (en) : la chanteuse de night club
- Jon Lee : M. Huan, le banquier
- Chao Li : Dr Lu Fong
- Harry Shaw Lowe : M. Lung, le tailleur
- Eileen NaKamura : Mme Fong
- Rose Quong (débuts à Broadway) : Liu Ma
- Jack Soo (débuts à Broadway) : Frankie Wing (1958-1959) / Sammy Fong (remplacement, 1959-1960)
- Conrad Yama : Dr Li

## Numéros musicaux
Acte I
- You Are Beautiful (Wang Ta et Mme Liang)
- A Hundred Million Miracles (Mei-Li, Dr Li, Wang Chi Yang, Mme Liang et Liu Ma)
- I Enjoy Being a Girl (Linda Low et ensemble)
- I Am Going to Like It Here (Mei-Li)
- Like a God (Wang Ta)
- Chop Suey (Mme Liang, Wang San et ensemble)
- Don't Marry Me (Sammy Fong et Mei-Li)
- Grant Avenue (Linda Low et ensemble)
- Love, Look Away (Helen Chao)
- Fan Tan Fannie (la chanteuse de night club et ensemble féminin)
- Gliding Through My Memoree (Frankie Wing et ensemble féminin)
- Grant Avenue (reprise) (ensemble)

Acte II
- Ballet (Wang Ta, Mei-Li dans le ballet, Linda Low dans le ballet et danseurs)
- Love, Look Away (reprise) (Helen Chao)
- The Other Generation (Mme Liang et Wang Chi Yang)
- Sunday (Linda Low et Sammy Fong)
- The Other Generation (reprise) (Wang San et enfants)
- Wedding Parade (Mei-Li et danseurs)
- Finale (ensemble)

## Reprise à Broadway
- 2002-2003 : Virginia Theatre, 169 représentations, avec Lea Salonga (Mei-Li) et Randall Duk Kim (Wang Chi Yang)

## Adaptation au cinéma
- 1961 : Au rythme des tambours fleuris (Flower Drum Song) d'Henry Koster, avec Nancy Kwan (Linda Low), James Shigeta (Wang Ta), Juanita Hall (Mme Liang) et Benson Fong (Wang Chi Yang)

## Distinctions (production originale)

### Nominations
- 1959 : Cinq nominations aux Tony Awards :
  - De la meilleure comédie musicale ;
  - Du meilleur acteur dans une comédie musicale, pour Larry Blyden ;
  - De la meilleure actrice dans une comédie musicale, pour Miyoshi Umeki ;
  - Des meilleurs costumes, pour Irene Sharaff ;
  - Et de la meilleure chorégraphie, pour Carol Haney.

### Récompenses
- 1959 : Tony Award de la meilleure direction musicale, pour Salvatore Dell'Isola (en).
- 1959 : Theatre World Award, pour Pat Suzuki (en).